# Suilly-la-Tour
Suilly-la-Tour este o comună în departamentul Nièvre din centrul Franței. În 2009 avea o populație de 570 de locuitori.

## Evoluția populației
| An        | 1975 | 1982 | 1990 | 1999 | 2006 | 2009 |
| --------- | ---- | ---- | ---- | ---- | ---- | ---- |
| Populație | 799  | 716  | 633  | 588  | 558  | 570  |